# Pangasinan
Pangasinán é uma primeira classe de renda da província (d) das Filipinas situada na região de Ilocos. Sua capital é Lingayen. De acordo com o censo de 1 de maio  de  2020 possui uma população de 3 163 190 pessoas e 776 202 domicílios. A sua capital é Lingayen. Foi oficialmente instituída durante o mandato do governador Ronquillo de Peñalosa em 1850. 
O sal marinho, fonte de riqueza para as cidades costeiras, é a origem de seu nome, porque Pangasinán, significa, “o lugar onde há sal”. Precisamente, é o sal, o ingrediente principal de seu prato típico: o “bagún”, molho fermentado de peixe.
A província de Pangasinán, ocupa uma superfície de 5369 km2. A leste, limita com La Cordillera, a oeste com os montes Zambales, ao sul com as planícies de cultivo de arroz de Tarlac e ao norte com o Golfo de Lingayen e o mar da China Meridional.
De acordo com o censo do ano 2000, a população da província alcança os 2.434.086 habitantes, com uma densidade de 453 habitantes por quilômetro quadrado, distribuídos em 44 povoados, quatro cidades e 1.364 barangays. É a terceira província por número de habitantes e, segundo esse censo, 44% da população é ilocana e 47% pangasinense. 
Encontra-se a 170 km ao norte de Manila, 50 km ao sul de Baguio, a 115 quilômetros do aeroporto internacional de Subic e a 80 quilômetros do aeroporto internacional de Clark. Antigamente, segundo o bispo Domingo de Salazar, Pangasinán se encontrava a quarenta léguas de distância de Manila fosse por terra ou mar, mais ou menos trinta horas a cavalo ou em carruagem. Atualmente, com um automóvel, pode-se chegar em menos de cinco horas de viagem.
Os habitantes da província de Pangasinán são conhecidos como pangasinenses. A origem étnica dos pangasinenses é ilocana e esse idioma é o mais falado pela população. 

## História
A primeira presença espanhola em Pangasinán, deve-se à expedição comandada por Juan de Goiti em 1571. Um ano mais tarde, Juan de Salcedo desembarcaria no golfo de Lingayen, perto da desembocadura do rio Agno.
Até 1580 não se "pacificaria" a região, que foi colocada sob comando de um Alcaide Maior. A partir desse momento, os dominicanos, franciscanos e agostinianos começam seu trabalho evangelizador, convertendo a maior parte de seus habitantes. Em 1611 foi reconhecida como província, compreendendo os territórios de Zambales e algumas zonas de La Unión e de Tarlac. Lingayen foi designada capital provincial.
Em dezembro de 1660 estoura uma rebelião liderada por Andrés Malong, chefe nativo do povoado de Binalatongan, atualmente conhecido como San Carlos. Após alguns êxitos na província, autoproclamou-se rei de Pagansinán. Em fevereiro de 1661, caiu o efêmero “reinado”.
Após a ocupação de Manila por tropas britânicas em outubro de 1762, os pangasinenses se levantam novamente em armas contra a metrópole espanhola, desta vez liderados por Juan de la Cruz Palaris. Depois de um período de caos, e com a assinatura do Tratado de Paris de março de 1763, os espanhóis capturaram os rebeldes, "pacificando" a região.

## Geografia
A província de Pangasinán está dividida em 44 municípios, quatro cidades, 1.364 barangays, e seis distritos do congresso.
Municípios
- Agno
- Aguilar
- Alcala
- Anda
- Asingan
- Balungao
- Bani
- Basista
- Bautista
- Bayambang
- Binalonan
- Binmaley
- Bolinao
- Bugallon
- Burgos
- Calasiao
- Dasol
- Infanta
- Labrador
- Laoac
- Lingayen
- Mabini
- Malasiqui
- Manaoag
- Mangaldan
- Mangatarem
- Mapandan
- Natividad
- Pozorrubio
- Rosales
- San Fabian
- San Jacinto
- San Manuel
- San Nicolas
- San Quintin
- Santa Barbara
- Santa Maria
- Santo Tomas
- Sison
- Sual
- Tayug
- Umingan
- Urbiztondo
- Villasis

Cidades
- Alaminos
- San Carlos
- Urdaneta
- Dagupan  (Independente administrativamente da província mas agrupada sob Pangasinan pela Autoridade Filipina de Estatísticas.)

## Economia
As indústrias mais importantes da província são a Térmica de Sual, que produz 1200 MW, a represa de San Roque, que proporciona 345 MW de potência, a engarrafadora da Coca-Cola, a fábrica de Cimentos del Norte e a destilaria de La Tondeña. Possui importantes empresas pesqueiras e é uma das maiores produtoras de arroz, manga e produtos artesanais de bambu.

## Educação
O inglês e o tagalog são amplamente falados, sendo utilizados como meio de instrução escolar.

### Estabelecimentos universitários
- Pangasinan College of Science and Technology
- Pangasinan State University
- St. Columban's College
- Universidade de Luzon
- Universidade de Pangasinan

### Institutos de Educação Secundária
- Dagupan City National High School
- Speaker Eugenio Perez National Agricultural School

## Meios de Comunicação
Conta com um periódico diário, vários semanários, vinte emissoras de rádio e um canal de televisão regional. A televisão a cabo, se encontra instalada nas maiores cidades: Dagupan, Urdaneta e Alaminos. O maior nível de densidade de televisores fora de Manila, encontra-se nesta província.

### Publicações periódicas
- Sunday Punch
- Pangasinan Star Online
- Sun Star - Pangasinan

### Televisão e rádio
- AM 1161 DWCM Aksyon Radyo Dagupan
- FM 104.7 iFM Dagupan
- FM 106.3 HotFM Dagupan

## Turismo
Além das muitas praias, destaca-se o Santuário de Nossa Senhora de Manaoag, famoso em todo o país por seus supostos poderes milagrosos. Os devotos católicos frequentam o santuário, especialmente na festa de primeiro de outubro, e dezoito dias antes da Páscoa.